# Inondations de 2010 au Pakistan
Les inondations au Pakistan ont commencé le 26 juillet 2010 et se sont poursuivies jusqu'à la fin de l'année. Elles ont fait au moins 1 760 morts, affecté 21 millions d'habitants et privé 10 millions de personnes de leur logement. Elles ont touché le pays du nord au sud sur une distance de près de 2 000 kilomètres, le long de l'Indus et d'un certain nombre de ses affluents. Jusqu'à un quart du pays a été affecté par les inondations, soit approximativement l'équivalent de la superficie de l'Angleterre.
Il s'agit de la pire catastrophe naturelle en termes de victimes depuis le séisme de 2005 pour le Pakistan, et la pire par l'importance des dégâts de toute son histoire. L'ONU estime cette catastrophe pire que le tsunami qui a frappé l'Asie du Sud-Est en 2004 et tué plus de 200 000 personnes, affirmant que c'est « un tsunami au ralenti dont les conséquences vont s'amplifier avec le temps », et la qualifie de la pire catastrophe naturelle qu'ait jamais connu le monde depuis la création de l'ONU en 1945. Les dégâts sont estimés à environ 43 milliards de dollars, soit l'équivalent de deux années des revenus du Pakistan. Les inondations ont paralysé l'économie du pays.
La catastrophe s'inscrit dans un contexte de guerre entre le gouvernement pakistanais et les talibans, ainsi que de difficultés pour l'économie nationale. Le Pakistan reçoit alors une aide significative de la part de la communauté internationale étant donné l'enjeu important pour la stabilité dans la région. Cette aide reste pourtant trop faible face à l'ampleur de la catastrophe, malgré d'importants dons de la part des États-Unis, de la Chine, du Royaume-Uni et de l'Arabie saoudite notamment.

## Situation météorologique

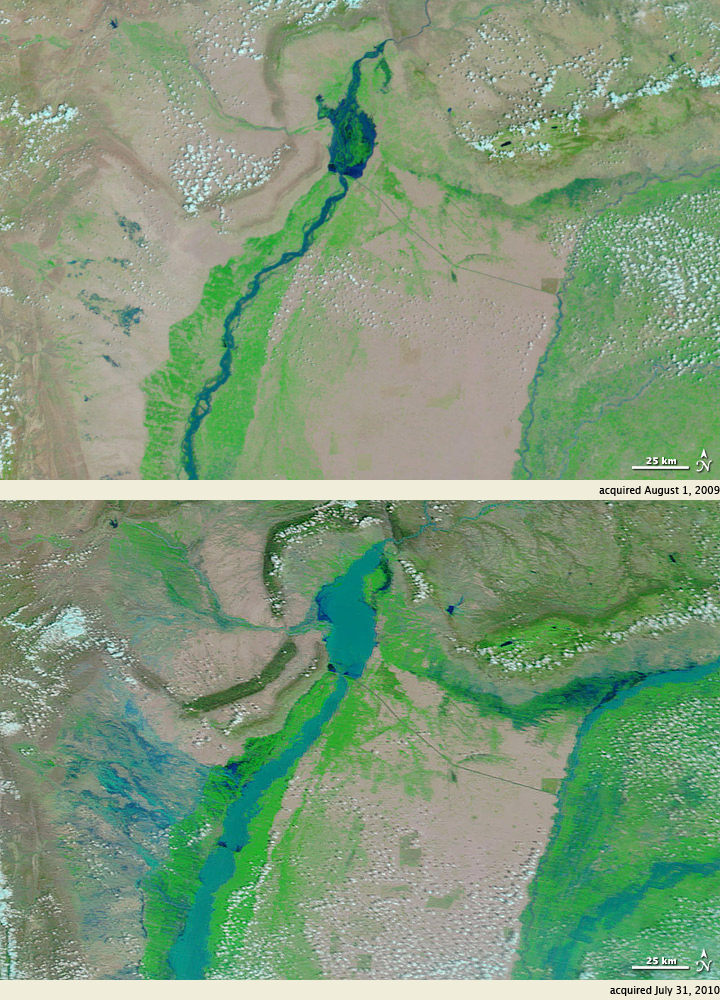
Images satellites de la partie haute de l'Indus, le 1er août 2009 et le 31 juillet 2010, montrant l'étendue des inondations.

Le sous-continent indien est sujet à une saison des pluies causées par la mousson. En 2010, celle-ci s’est prolongée jusqu’au début d'août et a été décrite comme l’une des plus abondantes des 80 dernières années. En particulier, le service météorologique pakistanais a déclaré qu’il était tombé plus de 300 mm de pluie en 36 heures à la fin du mois de juillet sur le nord-ouest du pays. Celui-ci avait annoncé, le 21 juin, que des crues pourraient se produire de juillet à septembre dans le nord du pays.
Un article paru dans le magazine New Scientist mentionne que la circulation atmosphérique en altitude s’est figée dans une situation de blocage et que la position du courant-jet a été très stable, ayant pour cause de plus grandes précipitations qu’habituellement sur la région. Cette situation atmosphérique est également responsable du temps caniculaire qu’a subi la Russie plus au nord.

Carte des zones touchées par les inondations (au 26 août).
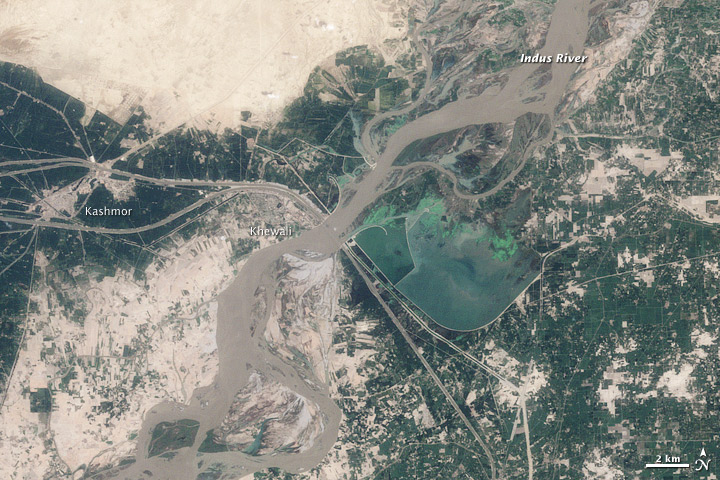
Surfaces touchées par les inondations le 9 août, près de Kashmor (Nord du Sind).
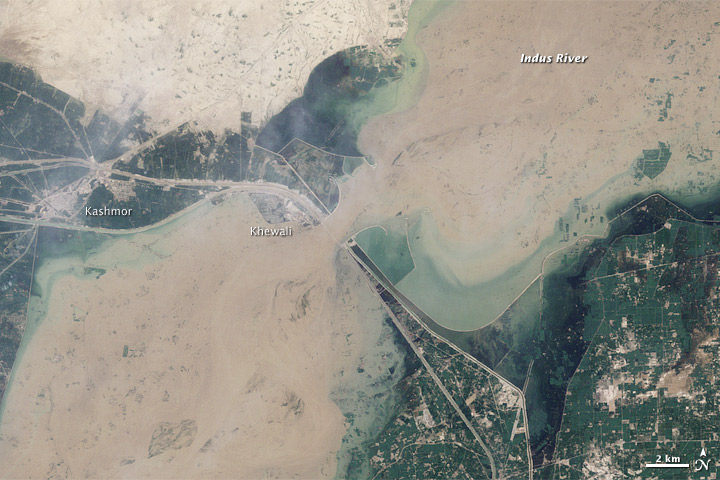
Surfaces touchées par les inondations le 12 août, près de Kashmor (Nord du Sind).

## Bilan humain et déroulement des inondations

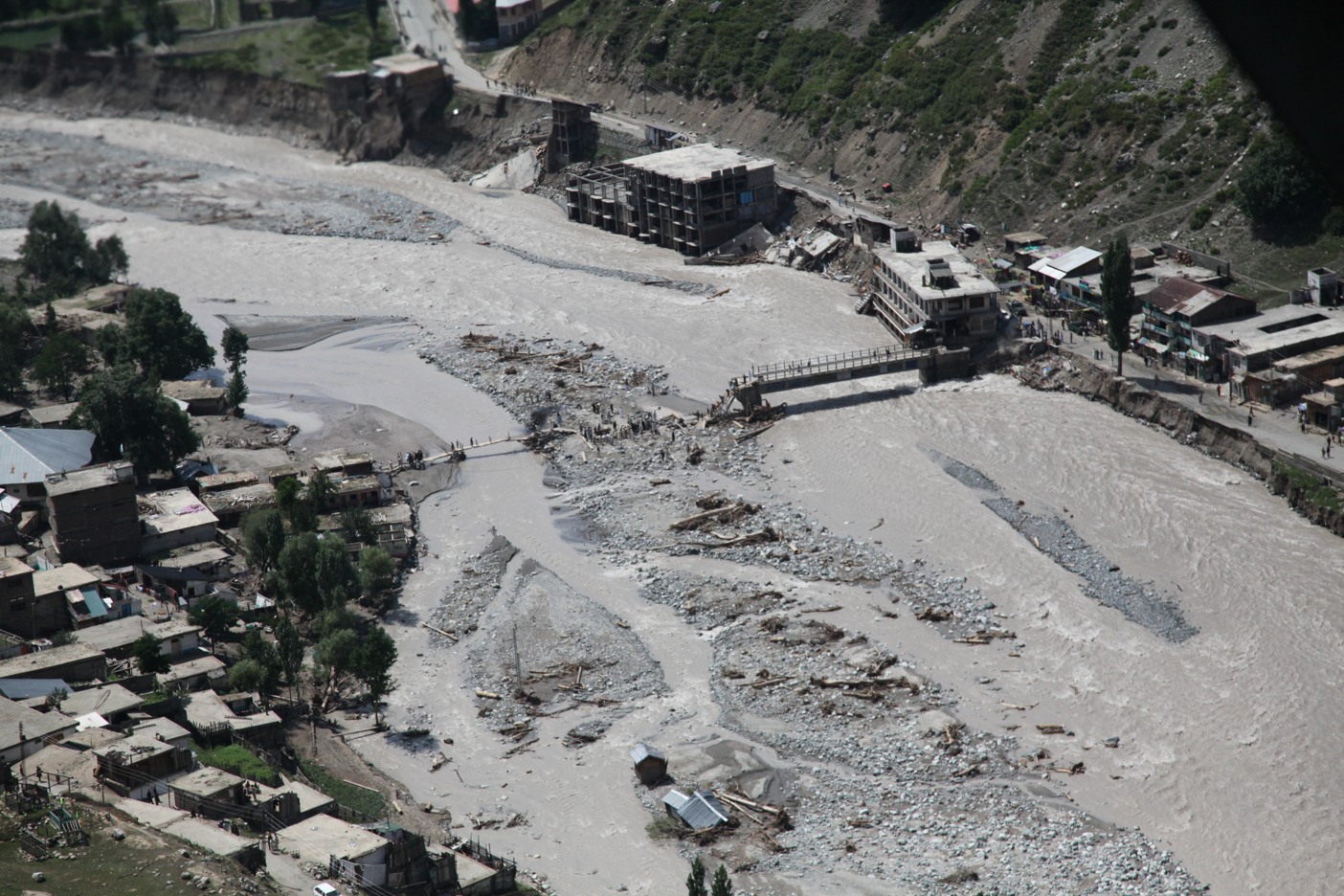
Un pont détruit par les inondations.

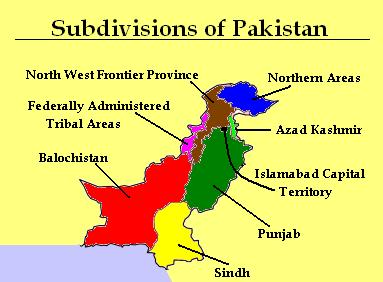
Carte des subdivisions du Pakistan.

Les inondations ont tué au moins 1 760 personnes, certaines estimations allant jusqu'à 3 000 morts. Ce sont les plus graves inondations de l'histoire du pays (fondé en 1947), et les plus graves depuis 80 ans dans la région. Elles ont affecté environ 21 millions de personnes et laissé 10 millions de personnes sans abris, dont 5 millions d'enfants, selon l'ONU.
Au 30 juillet, les inondations avaient fortement touché le nord du pays, dont surtout la province de Khyber Pakhtunkhwa (20 millions d'habitants), qui comprend le district de Swat. Un million d'habitants ont alors été touchés. Au début d’août, les crues les plus fortes ont descendu la vallée de l’Indus depuis les régions du nord vers le centre du pays et ont touché la province du Pendjab (92 millions d'habitants) puis vers le sud et la province du Sind (35 millions d'habitants). Dans le Pendjab, la production agricole de 570 000 ha a été détruite. Certains commentateurs pakistanais ont aussi accusé l’Inde d’avoir accru les inondations en relâchant de l’eau des réservoirs des barrages construits sur les rivières Sutlej et Beâs.
À la fin août, alors que les eaux commencent à se retirer dans le nord puis le centre du pays, la situation dans le Sind continue de s'aggraver. Le 26 août, les autorités pakistanaises ordonnent l'évacuation de Sujawal, Daro et Mirpour Batoro, villes du Sind peuplées d'environ 400 000 personnes. Le 27 août, 170 000 des 220 000 habitants de la ville de Thatta ont fui devant l'avancée des inondations. À la mi-septembre, le débordement du lac Manchar (le plus grand lac d'eau douce du pays) entraine un nouveau déplacement de population d'environ 100 000 personnes dans le district de Dadu et de Jamshoro (est du Sind),. Finalement, cette province est la plus touchée. Une minorité de personnes ont toutefois refusé de quitter leur ville pour tenter de la protéger des eaux. Ils ont critiqué l'action du gouvernement, alors que selon eux, de simples mesures pourraient dans certains cas protéger les villes.
Au Baloutchistan, les conséquences humanitaires des inondations ont particulièrement touché les habitants de la région. Les problèmes de sécurité, les distances et les restrictions de mouvement ont contribué à accroître les besoins déjà énormes de ces personnes en nourriture, en eau, en abris et en médicaments,.
À la fin octobre, de vastes zones du Sind et du sud du Balouchistan restent inondées, empêchant de nombreux sinistrés de rentrer chez eux. Environ 100 000 déplacés pourraient ainsi passer l'hiver dans des camps de tentes.

## Gestion de la crise par les autorités

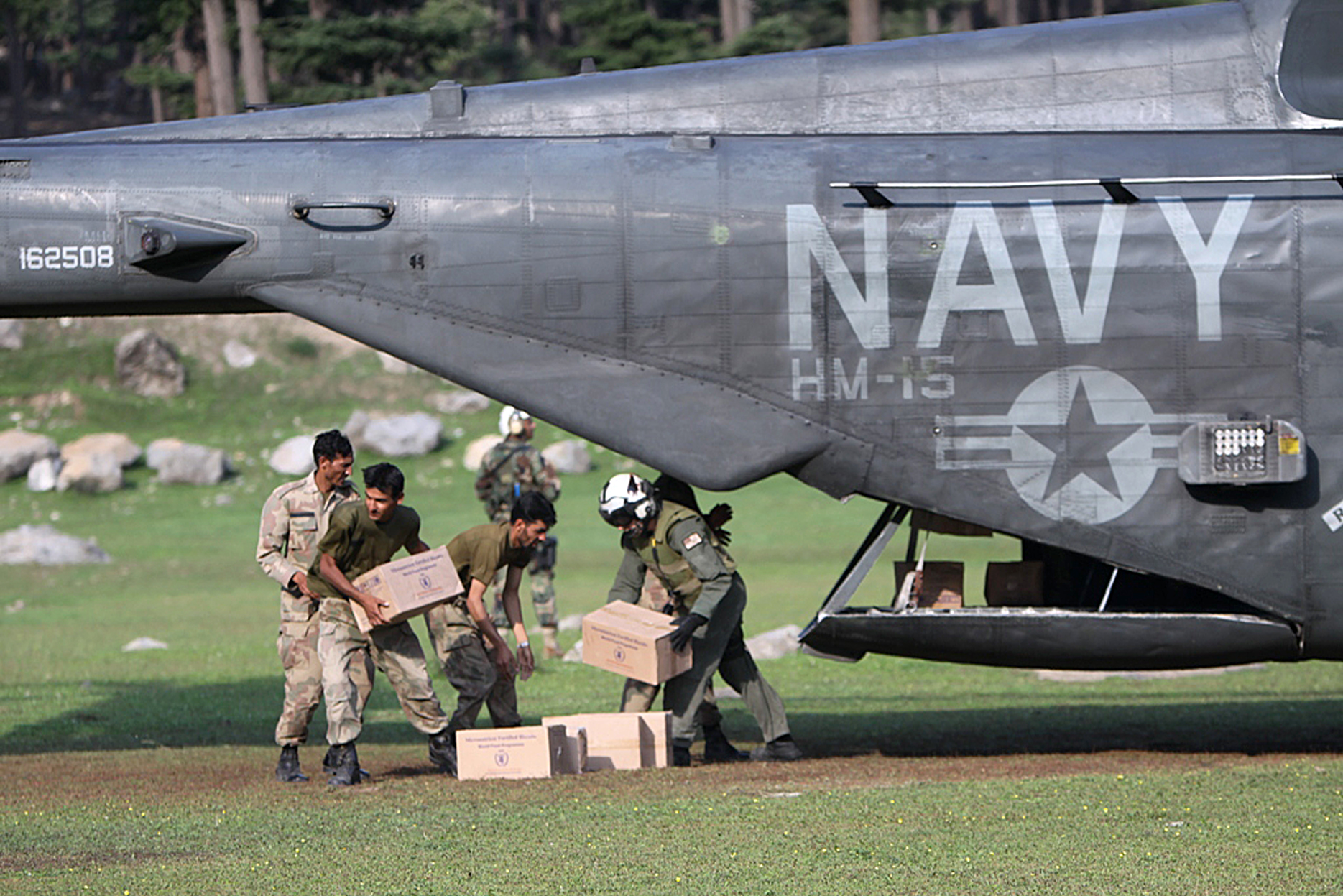
Des soldats pakistanais et américains déchargent de l'aide alimentaire.

Le gouvernement pakistanais a été critiqué pour sa mauvaise gestion de la crise. Il a d'abord sous-estimé la gravité de la situation au tout début de la crise, puis s'est retrouvé rapidement submergé par la situation, ne possédant pas les moyens pour y faire face. Le gouvernement a alors appelé à l'aide internationale. La crainte a alors été développée que diverses organisations islamistes viennent au secours de la population en lieu et place des autorités civiles. Cela a été notamment le cas dans le nord-ouest du pays, où des organisations comme le Jamaat-e-Islami ont fourni de l'aide. C'est un élément qui pourrait favoriser l'extension de l'insurrection islamiste qui frappe le pays, comme ce fut le cas après le séisme de 2005 au Cachemire. Le gouvernement a promis d'indemniser financièrement les sinistrés, mais très peu de ces aides auraient effectivement été versées.
30 000 soldats de l'armée pakistanaise environ ont été mobilisés peu après le début de la crise et 60 000 soldats à la fin du mois d'août. Le Premier ministre Youssouf Raza Gilani s'est adressé à la nation et a appelé à l'aide internationale. Le président Asif Ali Zardari effectuait pendant ce temps une tournée des pays européens, qu'il refusa d'annuler, provoquant la colère de nombreux Pakistanais, qui l'ont également accusé d'insensibilité. Il rentre au pays le 9 août, à la fin de sa tournée. Face aux critiques, il justifia son comportement par le fait qu'il avait jugé cela utile pour attirer l'attention de la communauté internationale. Il a rendu visite aux sinistrés peu après être rentré. Le principal chef de l'opposition, Nawaz Sharif, a annoncé sa volonté de coopérer avec les autorités tout en critiquant l'action du gouvernement. Le Premier ministre Youssouf Raza Gilani a annulé ses visites officielles prévues à Paris et Bruxelles pour la fin septembre.
Des officiels de l'armée ont annoncé que les 650 000 soldats de l'armée pakistanaise donneront un jour de leur salaire pour les sinistrés. Les membres du gouvernement devraient également symboliquement céder un mois de leur salaire. En novembre 2010, le gouvernement annonce la création d'un impôt temporaire appelé « surtaxe pour l'aide aux inondations » et qui augmente pendant six mois de 10 % les impôts des pakistanais les plus riches. Il devrait rapporter 470 millions de dollars.

## Bilan matériel, économique et financier

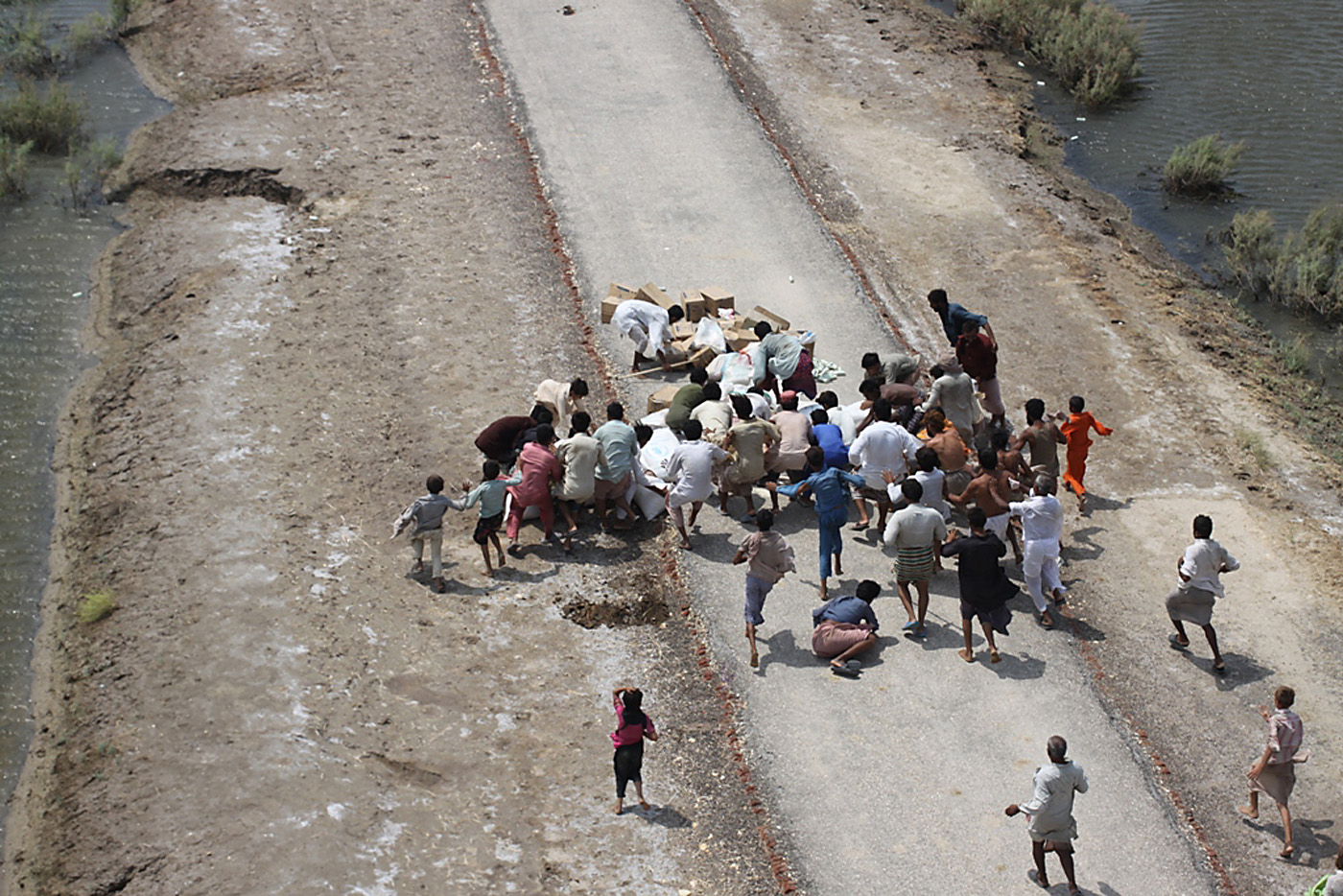
Des sinistrés ramassent de la nourriture venant d'être larguée par un hélicoptère américain.

Les inondations ont détruit 15 % de la surface mise en culture, soit environ 3,6 millions d'hectares. Pour beaucoup d'organisations, le risque de famines est fort pour la période hivernale qui arrive. Les dommages sur l'agriculture sont estimés à environ 3 milliards de dollars, et les exportations pour l'année 2011 en souffriront.
Selon l'ONU, 9 780 écoles publiques ainsi que des écoles privées ont été détruites ou endommagées, soit approximativement 6 % des écoles du pays. Jusqu'à 2,5 millions d'enfants ont ainsi été affectés.
Les inondations devraient fortement aggraver l'état des finances publiques du pays. Le gouvernement pakistanais a demandé au FMI l'assouplissement du remboursement du prêt de 11 milliards de dollars qui lui avait été accordé en 2008 pour pallier la crise financière qui avait frappé le pays. La croissance économique pour 2010, que le gouvernement pakistanais avait prévu à 4,2 %, a été revue à la baisse et devrait être située entre 0 % et 3 %.

## Conséquences sur l'insurrection islamiste

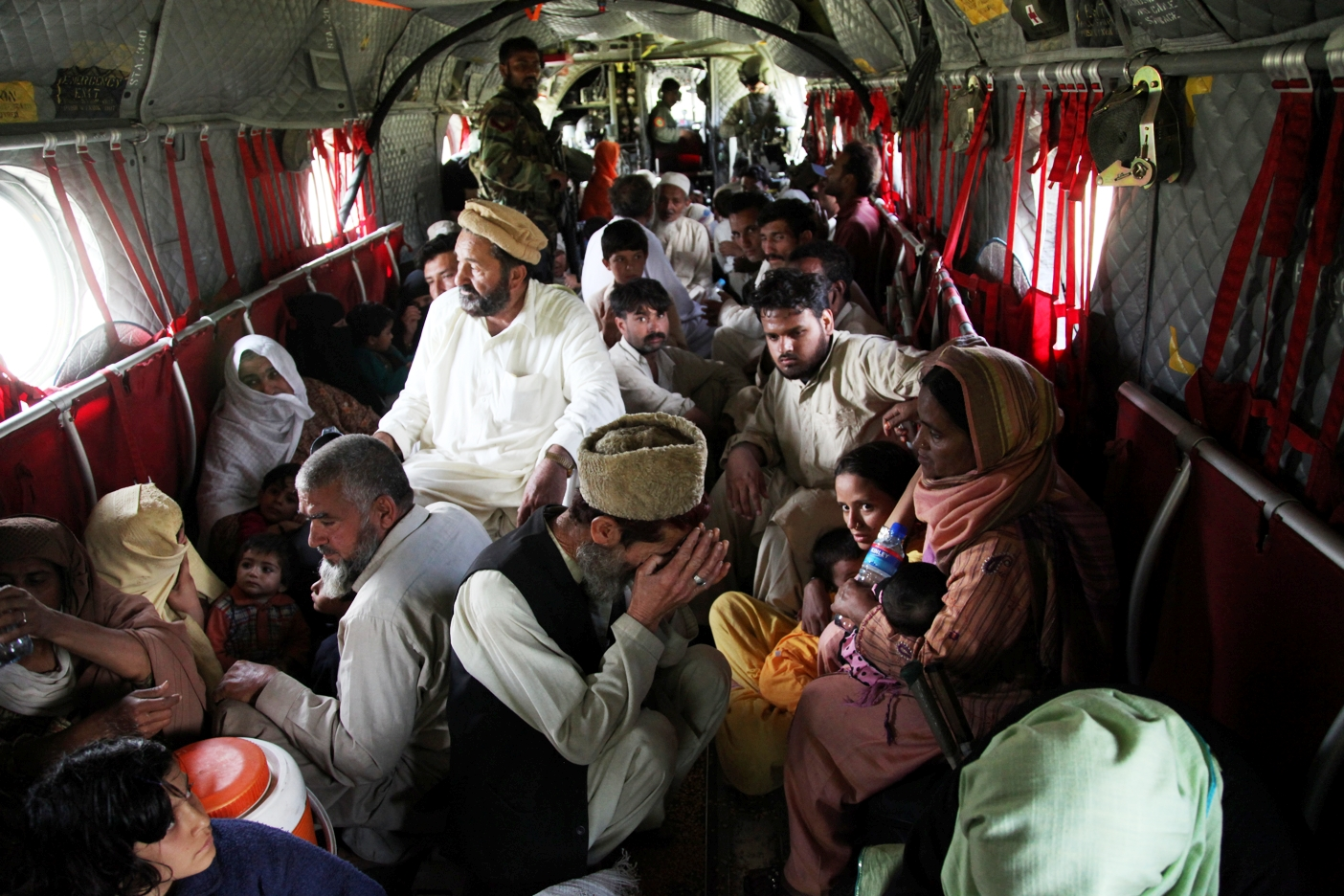
Des sinistrés pakistanais de la vallée de Swat à bord d'un hélicoptère américain, le 4 août.

Selon un responsable du gouvernement américain, qui s'est exprimé sous couvert de l'anonymat, les talibans pakistanais préparent des attaques contre des humanitaires étrangers présents dans le pays. Les ONG présentes sur place ont cependant indiqué qu'elles n'avaient encore subi aucune attaque et ont précisé qu'elles étaient satisfaites de la protection offerte par l'armée pakistanaise. Les forces américaines ont également précisé ne pas avoir rencontré de problèmes de sécurité jusqu'ici (26 août).
Le président et le Premier ministre pakistanais ont prévenu que les insurgés islamistes profiteraient de cette occasion pour tenter de déstabiliser davantage le pays. Ceux-ci pourraient également profiter du désarroi et de la colère de la population pour recruter des combattants. Cela pourrait être notamment le cas dans la vallée de Swat, région très durement touchée et dans laquelle l'aide tarde à arriver. La vallée avait fait l'objet d'opérations militaires de l'armée pakistanaise en 2009, qui avaient délogé les talibans qui occupaient la zone. Les quelques efforts de développements que les autorités avaient commencé dans la région ont été en partie détruits par les inondations.
Durant les inondations, les attaques terroristes continuent dans le pays. Le 23 août, trois attentats font près de 40 morts dans le nord-ouest du pays. Le 2 septembre, un triple-attentat contre la minorité chiite tue 35 personnes à Lahore, et le lendemain un nouvel attentat contre un rassemblement chiite tue 73 personnes à Quetta. Les deux attaques sont revendiquées par le TTP.
Face à l'ampleur de la catastrophe, beaucoup d'analystes s'attendaient à ce que l'armée diminue sa pression contre les insurgés islamistes. Le président Zardari promet pourtant que la campagne militaire dans le nord-ouest du pays ne baissera pas d'intensité. Les combats continuent en effet, avec environ 50 talibans pakistanais tués en Orakzai à la fin du mois d'août, dans le cadre d'une offensive lancée en mars 2010. Le 1er septembre, 60 insurgés présumés sont tués dans des bombardements dans l'agence de Khyber. Le 8 septembre, Michael LeFever, chargé de l'assistance militaire américaine au Pakistan, indique que l'armée pakistanaise a en effet maintenu sa pression sur les insurgés.
Les 1er et 2 octobre, dans deux messages audio attribués à Oussama ben Laden, mais non authentifiés avec certitude, le chef d'Al-Qaïda exprime de l'empathie envers les sinistrés des inondations et a appelé les pays musulmans à accroitre leurs aides.

## Aide internationale

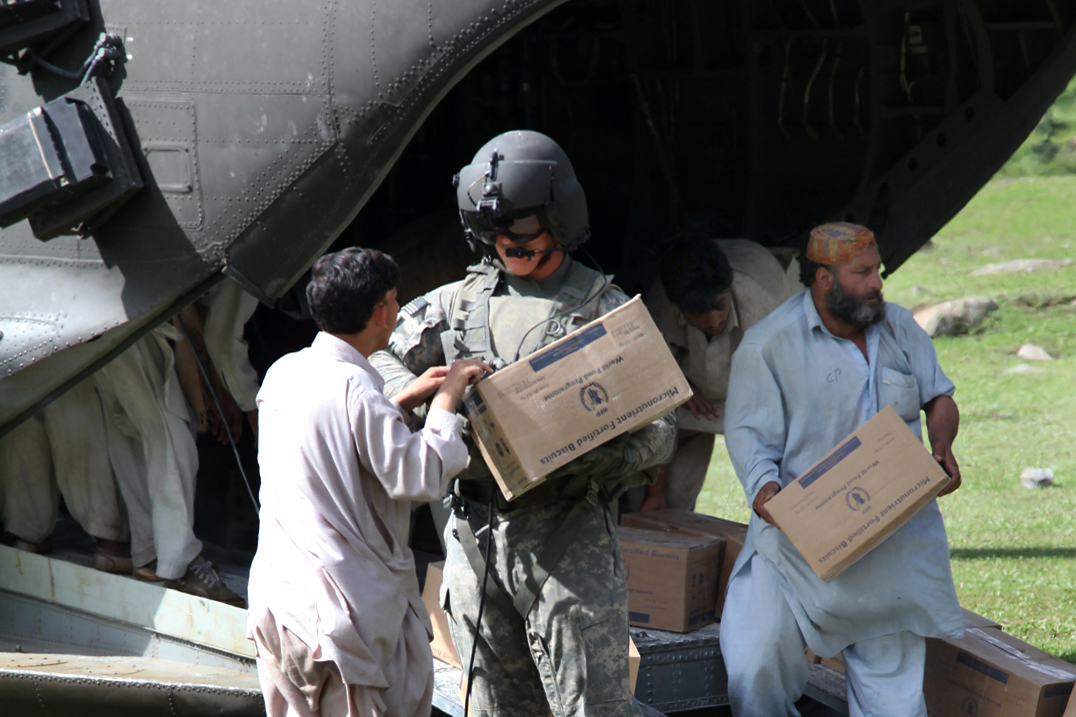
Un soldat américain donne une caisse de biscuits du Programme alimentaire mondial à un sinistré dans la vallée de Swat.

### Appel aux dons de l'ONU
L'Organisation des Nations unies a lancé un appel aux dons de 459 millions de dollars. Alors que l'aide peine à arriver, le secrétaire général des Nations unies Ban Ki-moon se déplace au Pakistan et demande avec insistance l'augmentation des aides. Celles-ci finissent par dépasser l'appel lancé par l'ONU et atteignent 815 millions de dollars de promesses de dons le 22 août. Le ministre des affaires étrangères du Pakistan Shah Mehmood Qureshi a déclaré : « Dans ces circonstances de récession en occident, en Europe, et en Amérique, ce type de solidarité avec le Pakistan est, je pense, encourageant ». Toutefois à la fin du mois d'août, l'ONU n'a réellement récolté que 63 % des 459 millions.
Le 17 septembre, alors qu'elle n'a récolté que 80 % du montant de son appel initial, l'Organisation des Nations unies porte la somme demandée à 2 milliards de dollars, seulement 20 % du nouveau montant est alors satisfait et 1,6 milliard étaient nécessaires. Au début du mois d'octobre, les promesses de dons correspondent à 60 % du montant.

### Réponses d'autres organisations non-gouvernementales
Le Programme alimentaire mondial a fait parvenir au 30 aout environ 22 300 tonnes de vivres, dont environ 50 % fournies par les États-Unis, à plus de 1,9 million de personnes touchées par les inondations. À son pic, le PAM a nourri 7,5 millions de personnes et a entamé des travaux de reconstruction des infrastructures de transport.
La Banque mondiale a promis un total d'un milliard de dollars de fonds pour l'aide à la reconstruction et au développement sur le long terme. Le FMI a quant à lui annoncé un fond de 450 millions de dollars.

### États-Unis

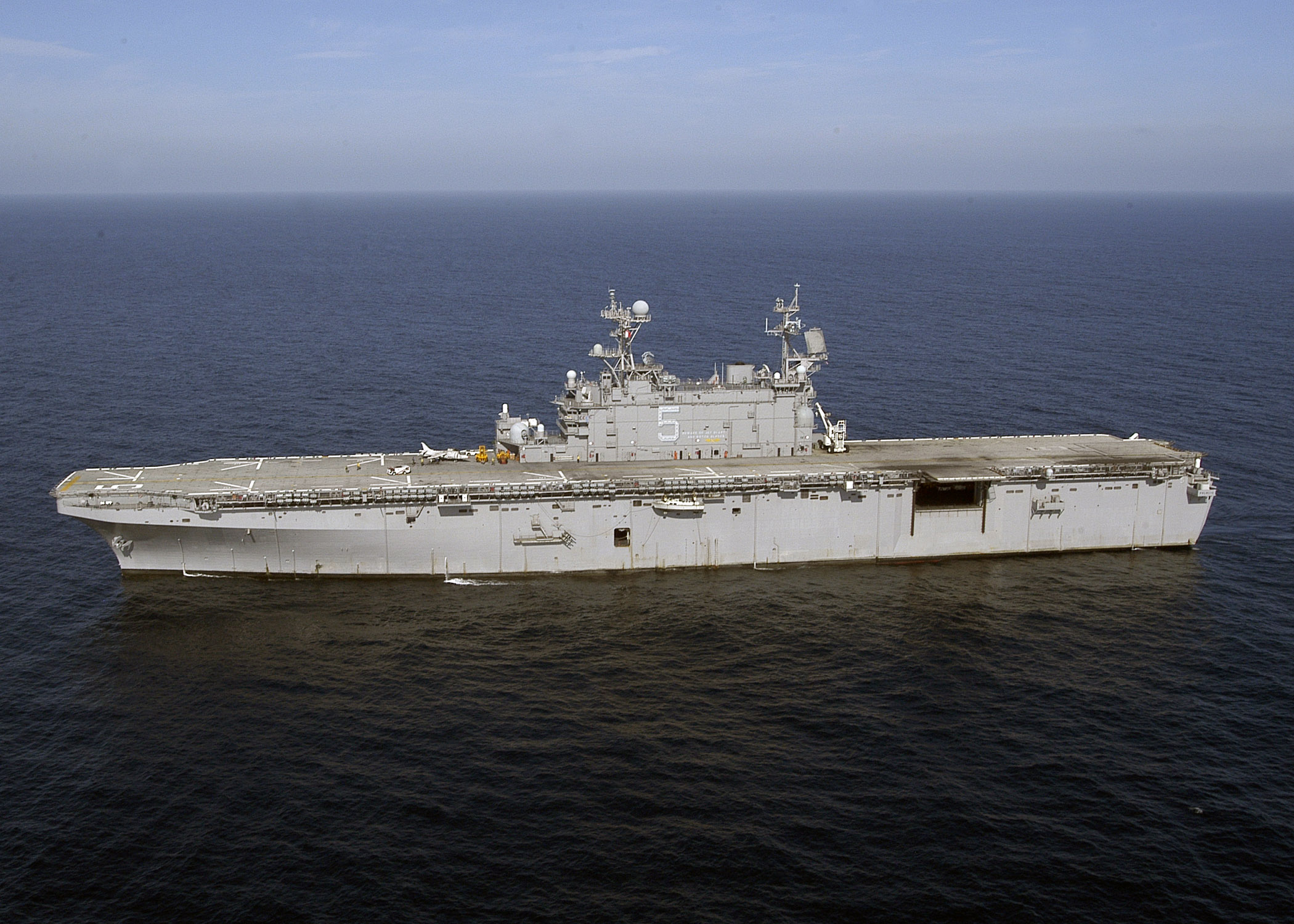
LUSS Peleliu, le navire de la classe Tarawa déployé dans la mer d'Arabie.

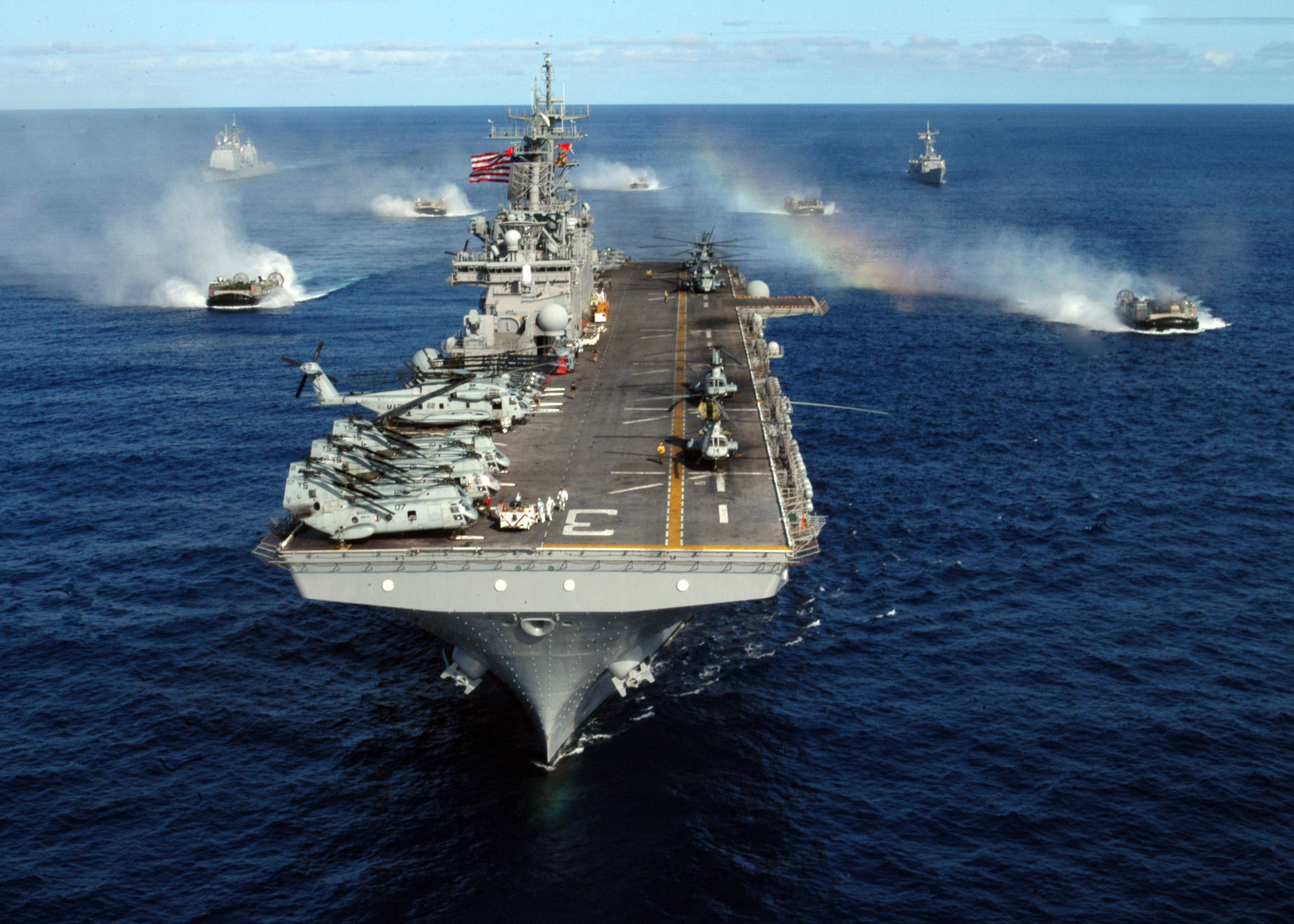
L', déployé à partir du 27 août.

Les États-Unis ont adressé leurs condoléances et promis une aide totale de 345 millions de dollars, dans un contexte de rapprochement entre les deux pays. Le gouvernement américain entend ainsi apporter son soutien au gouvernement pakistanais dans ces moments difficiles pour le pays, et compte également profiter de cette occasion pour améliorer son image auprès de l'opinion pakistanaise, globalement hostile aux États-Unis.
Des vols humanitaires ont commencé le 5 août et dès le début de la crise, l'armée américaine a déployé six hélicoptères pour venir au secours de la population dans la vallée de Swat (Nord-Ouest du Pakistan). Le 11 août, le USS Peleliu, Landing Helicopter Assault de classe Tarawa de la marine des États-Unis, est déployé au large du Pakistan, permettant d'envoyer de 19 hélicoptères supplémentaires dans les zones sinistrées. L'ONU estime pourtant que 37 hélicoptères supplémentaires seraient nécessaires pour venir en aide aux populations isolées. L'USS Kearsarge est déployé le 27 août en remplacement de l'USS Peleliu, ce qui permet d'augmenter de 15 le nombre d'hélicoptères fournissant de l'aide. Au 30 août, ces aéronefs ont évacué plus de 8 000 personnes et ont livré quelque 820 tonnes de fournitures humanitaires et 9 unités mobiles d'épuration d'eau envoyées par les États-Unis ont jusqu'ici produit plus de 5,4 millions de litres d'eau propre. Au 17 septembre, ils ont acheminé plus de 3 175 tonnes de fournitures d'urgence et ont transporté plus de 15 000 personnes.

### Chine
Le 23 septembre, la Chine annonce qu'elle porte ses promesses de dons à 250 millions de dollars, contre 50 millions avant cette date. Au 20 septembre, quatre hélicoptères chinois, trois équipes de secouristes et une équipe médicale de 68 membres étaient déployés dans le pays.

### Union européenne
L'Union européenne (par ses pays membres et ses propres institutions) a au 19 septembre fourni 60 % de l’aide humanitaire (240 millions d’euros, soit 315 millions de dollars) et a dépêché trois vols d'avions-cargo C-17 - du Heavy Airlift Wing- et Antonov An-124 avec 115 tonnes de matériel tandis qu'à titre individuel des pays membres comme la France (dont l’aide totale, au 21 septembre, s’élevait à 2,86 millions d’euros, dont 1,3 million d’euros d’aide financière), le Royaume-Uni et le Danemark ont également déployés du matériel. Toutefois, les promesses de dons selon les pays varient beaucoup, puisque la grande majorité d'entre elles proviennent du Royaume-Uni, de la Commission européenne et de l'Allemagne. Nick Clegg, vice-Premier ministre du Royaume-Uni, a d'ailleurs qualifié l'aide internationale apportée au Pakistan d'« absolument pitoyable » le 16 août.

### Refus de l'aide indienne
Le gouvernement pakistanais n'a accepté l'aide du gouvernement de l'Inde - soit un don de 25 millions de dollars - qu'en passant par l'ONU et refuse celle des particuliers de ce pays.

### Japon
Les Forces japonaises d'autodéfense vont déployer un total de 200 militaires non-armés et 6 hélicoptères pour aider aux secours, le premier détachement de 50 hommes est arrivé le 22 août 2010.

### Suisse
L'armée suisse cède à partir de septembre 2010 ses 10 dernières Alouette III au Pakistan pour renforcer ses capacités de secours.

### Dons financiers

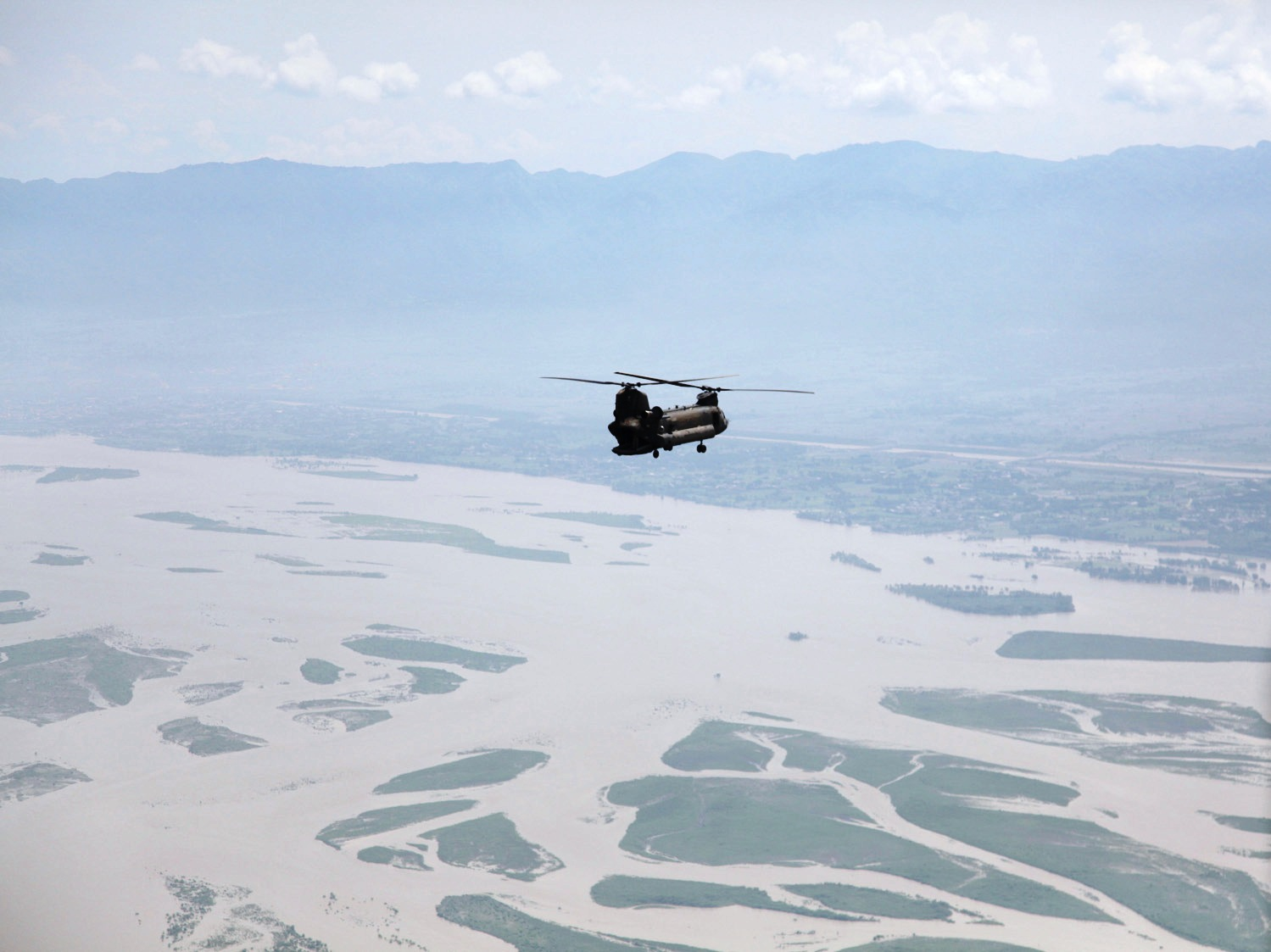
Un hélicoptère CH-47 Chinook de l'armée américaine survole les zones inondées.

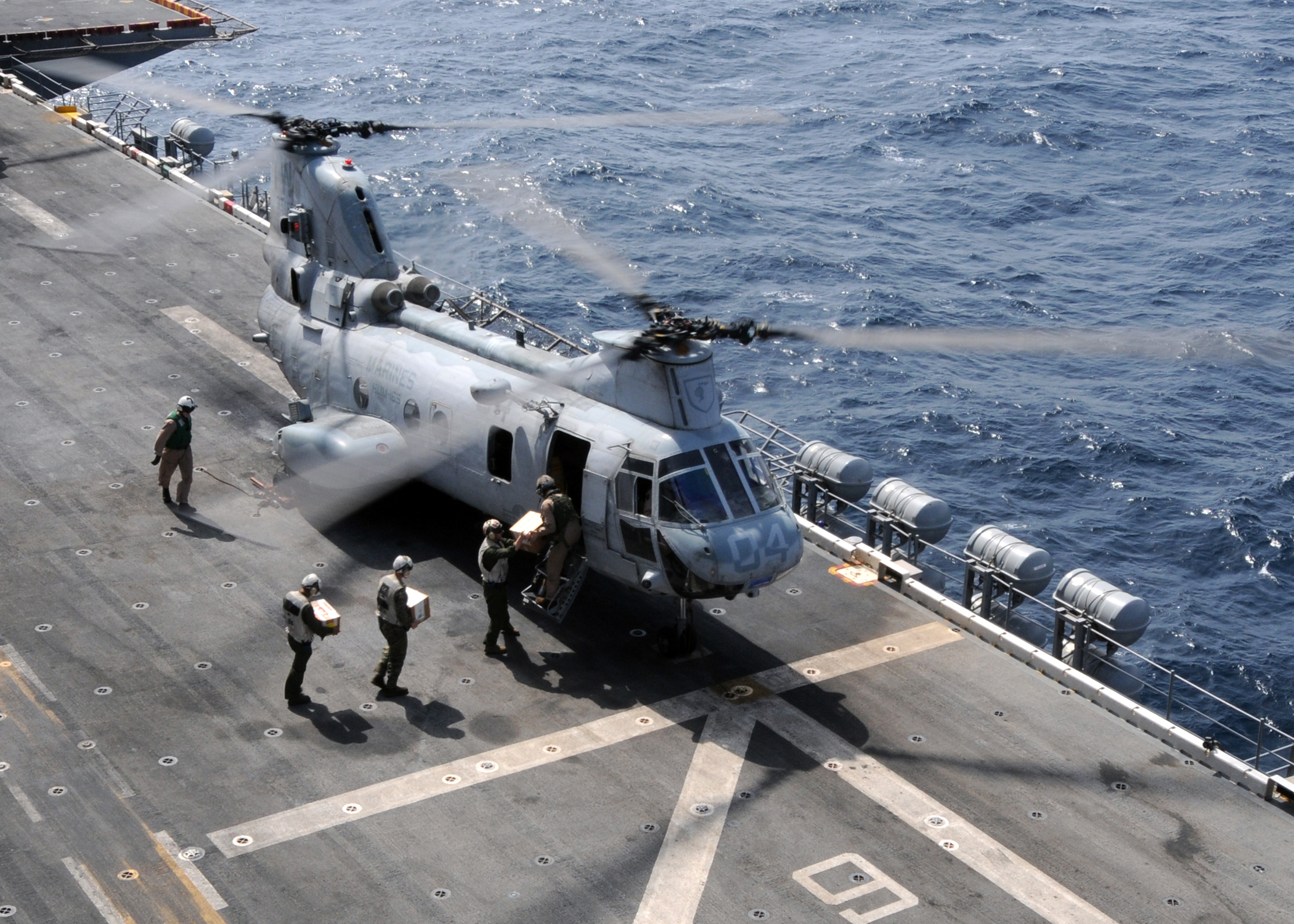
Des soldats américains chargent de l'aide humanitaire à bord d'un hélicoptère, à bord de l'.

| Pays                  | Don financier, au 25 septembre 2010 |
| --------------------- | ----------------------------------- |
| Arabie saoudite       | 362 millions de dollars             |
| États-Unis            | 345 millions de dollars             |
| Chine                 | 250 millions de dollars             |
| Royaume-Uni           | 159 millions d'euros                |
| Commission européenne | 150 millions d'euros                |
| Iran                  | 100 millions de dollars             |
| Canada                | 40,5 millions de dollars,           |
| Australie             | 35 millions de dollars              |
| Allemagne             | 25 millions d'euros                 |
| Inde                  | 28 millions de dollars              |
| Émirats arabes unis   | 25 millions de dollars              |
| Japon                 | 14,4 millions de dollars            |
| Norvège               | 12,5 millions d'euros               |
| Turquie               | 13 millions de dollars              |
| ONU                   | 10 millions de dollars              |
| Danemark              | 8,5 millions d'euros                |
| Autriche              | 5,6 millions d'euros                |
| Koweït                | 5 millions de dollars               |
| Pays-Bas              | 3,6 millions d'euros                |
| Irlande               | 2,5 millions d'euros                |
| Bangladesh            | 2 millions de dollars               |
| Italie                | 1,3 million d'euros                 |
| France                | 1,3 million d'euros                 |
| Afghanistan           | 1 million de dollars                |
| Nigeria               | 1 million de dollars                |